# Hydraena iberica
Hydraena iberica är en skalbaggsart som beskrevs av Armand D'Orchymont 1936. Hydraena iberica ingår i släktet Hydraena och familjen vattenbrynsbaggar. Inga underarter finns listade i Catalogue of Life.